# 沃尔夫冈-恩斯特 (伊森堡-怀赫特斯巴赫)
沃尔夫冈-恩斯特·斐迪南·亨利·弗朗茨·卡尔·格奥尔格·威廉（Wolfgang-Ernst Ferdinand Heinrich Franz Karl Georg Wilhelm，1936年6月20日—），出生于法兰克福。伊森堡-怀赫特斯巴赫亲王。
伊森堡-怀赫特斯巴赫亲王奥托·弗里德里希与妻子罗伊斯公主菲丽西塔丝的长子。
1967年1月27日在罗德海姆与塞恩-维特根斯泰因-贝勒堡的莱昂尼尔结婚，有二子一女：
- 卡西米尔-亚历山大·鲁西安·弗里德里希·彼得·弗朗茨·斐迪南·本尼迪克特·威都金德（Casimir-Alexander Lucian Friedrich Peter Franz Ferdinand Benedikt Wittekind;（1967年2月30日－），伊森堡-比丁根-怀赫特斯巴赫亲王世子；
- 斐迪南-马克西米利安·菲利普·亨利·理查德·汤姆（Ferdinand-Maximilian Philipp Heinrich Richard Tom，1969年7月28日－），2003年8月30日与索菲·德·日依斯结婚，现有一子一女；
- 菲丽西塔丝-抹大拉·安妮塔·伊达·伊丽莎白（Felizitas-Magdalena Anita Ida Elisabeth，1980年2月22日－），2014年7月9日与米夏埃尔·马克斯·森福特·冯·皮尔萨赫结婚。

1990年即位为伊森堡-比丁根-怀赫特斯巴赫亲王。1992年至2008年期間，沃尔夫冈-恩斯特是德國汽車俱樂部的主席。
2001年，沃尔夫冈-恩斯特獲得德意志联邦共和国功绩勋章。